# Candé
Candé là một xã thuộc tỉnh Maine-et-Loire trong vùng Pays de la Loire tây nước Pháp. Xã này có diện tích 4,91 km2, dân số năm 2007 là 2721 người.
Vào thế kỷ 11, khu vực này trở thành một địa điểm quân sự quan trọng của Anjou dưới thời bá tước Rorgon de Candé, tại lâu đài Fort Candé.